# Onsernone
Onsernone é uma comuna da Suíça, no Cantão Tessino, com cerca de 318 habitantes. Estende-se por uma área de 29,88 km², de densidade populacional de 11 hab/km². Confina com as seguintes comunas: Borgnone, Craveggia (IT-VB), Gresso, Isorno, Maggia, Mosogno, Re (IT-VB), Vergeletto.
A língua oficial nesta comuna é o Italiano.